# Albidella nymphaeifolia
Albidella nymphaeifolia là một loài thực vật có hoa trong họ Alismataceae. Loài này được (Griseb.) Pichon mô tả khoa học đầu tiên năm 1946.